# Euonymus melananthus
Euonymus melananthus är en benvedsväxtart som beskrevs av Adrien René Franchet och Sav. Euonymus melananthus ingår i släktet Euonymus och familjen Celastraceae. Inga underarter finns listade.